# Подравське Сесвете
46°00′ пн. ш. 17°13′ сх. д. / 46.00° пн. ш. 17.21° сх. д.
Подравське Сесвете (хорв. Podravske Sesvete) — громада в Копривницько-Крижевецькій жупанії Хорватії.

## Населення
Населення громади за даними перепису 2011 року становило 1 630 осіб.
Динаміка чисельності населення громади: